# Giovanni Allegra
Giovanni Allegra (Palermo, 22 aprile 1935 – Casteldaccia, 4 agosto 1989) è stato un ispanista italiano.

## Biografia
Nato a Palermo, dopo i primi studi si trasferì a Napoli, dove divenne allievo di Giuseppe Carlo Rossi. Dopo la laurea fu lettore di italiano nell'ateneo di Barcellona. Nel 1969 rientrò in Italia, a Perugia, dove venne chiamato come docente di Lingua e Letteratura spagnola presso l'Università della città umbra. Dal 1986 fu professore ordinario all'Università di Macerata.
Figura di rilievo nel quadro dell'ispanismo internazionale, a partire dal 1980 fu socio corrispondente della Real Academia de Buenas Letras di Barcellona e dal 1984 anche della Real Academia Española. La sua ricerca spazia su vari campi della letteratura spagnola, da Raimondo Lullo ad altri autori. Di Lullo cura la pubblicazione del celebre Libro dell'ordine della Cavalleria. Come riconoscimento dei suoi studi riceve il premio Juan Carlos I dell'Ambasciata di Spagna in Italia.
Allegra fu poi fra i principali specialisti internazionali del modernismo letterario spagnolo e delle tendenze esoteriche nella letteratura. Collaborò ai quotidiani Il Tempo e il Giornale e a numerose riviste scientifiche e non (tra cui Nuova Antologia, Dialoghi, Giornale italiano di filologia, La Fiera Letteraria, ma anche Il Borghese e la Destra), anche se affrontò non poche difficoltà nell'ambiente universitario a causa della sua vicinanza alle posizioni della destra italiana. Con Salvatore Ruta fondò la rivista Il Ghibellino e fu membro del comité de patronage della rivista Nouvelle École di Alain de Benoist.
Nel 1994 uscì postumo Spagna antimoderna e inattuale. Studi e ricerche, libro che raccoglieva vari saggi di Allegra, pubblicati in riviste e in edizioni straniere di difficile reperibilità.

## Opere
- Giovanni Allegra, De Maeztu, Roma, Giovanni Volpe Editore, 1965.
- Giovanni Allegra, La vigna e i solchi. Tradizione e tradizionalisti nella letteratura spagnola dell'Ottocento, Roma, Bulzoni, 1975.
- (ES) Giovanni Allegra, Sobre una nueva hipotesis en la biografia de F. Delicado, Madrid, BRAE, 1976.
- (ES) Giovanni Allegra, Sobre la fabula y lo fabuloso del Jardin de flores curiosas, Bogota, Instituto Caro y Cuervo, 1978.
- (ES) Giovanni Allegra, La viña y los surcos. Las ideas literarias en la España del XVIII al XIX, Sevilla, Ediciones de la Universidad, 1980.
- Giovanni Allegra, Sull'influsso dell'occultismo in Spagna (1893-1912) : gli esiti neospiritualistici, Palermo, Vie della tradizione, 1981.
- AA. VV., Al di là della Destra e della Sinistra, Roma, L.E.D.E., 1982.
- Giovanni Allegra, Il regno interiore. Premesse e sembianti del modernismo in Spagna, Milano, Jaca Book, 1982.
- (ES) Giovanni Allegra, El reino interior. Premisas y semblanzas del modernismo en España, Madrid, Ediciones Encuentro, 1986.
- Giovanni Allegra et al., Trent'anni di avanguardia spagnola : da Ramon Gomez de la Serna a Juan-Eduardo Cirlot, a cura di Gabriele Morelli, Milano, Jaca Book, 1988.
- Giovanni Allegra, Spagna antimoderna e inattuale. Studi e ricerche, Perugia, Edizioni Scientifiche Italiane, 1994.

### Curatele
- Ernst von Salomon, Un destino tedesco, introduzione di Giovanni Allegra, Milano, Edizioni del Borghese, 1972.
- Juan Donosa Cortes, Saggi sul cattolicesimo, il liberalismo e il socialismo, traduzione dallo spagnolo e introduzione di Giovanni Allegra, Milano, Rusconi, 1972.
- (ES) Antonio Torquemada, Jardín de flores curiosas, edición, introducción y notas de Giovanni Allegra, Madrid, Castalia, 1982.
- Ramón Valle-Inclán, La lampada meravigliosa : esercizi spirituali, a cura di Giovanni Allegra, Lanciano, R. Carabba, 1982.
- Álvaro Cunqueiro, Cronache di un maestro di coro, traduzione e introduzione di Giovanni Allegra, Milano, Jaca Book, 1983.
- (ES) Francisco Delicado, La lozana andaluza, a cura di Giovanni Allegra, Madrid, Taurus, 1985.
- Ramón del Valle-Inclán, Aromi di leggenda (Aromas de leyenda), Il passeggero (El pasajero), a cura di Giovanni Allegra, Palermo, Novecento, 1987.
- Léon Daudet, Melancholia, introduzione di Giovanni Allegra, Palermo, Novecento, 1989.
- (ES) Lily Litvak, Espana 1900 : modernismo, anarquismo y fin de siglo, prologo de Giovanni Allegra, Barcelona, Anthropos, 1990.
- Raimondo Lullo, Libro dell'ordine della Cavalleria, a cura di Giovanni Allegra, con saggio introduttivo di Franco Cardini, Carmagnola, Arktos, 1994.